# Miracolo eucaristico di Lanciano

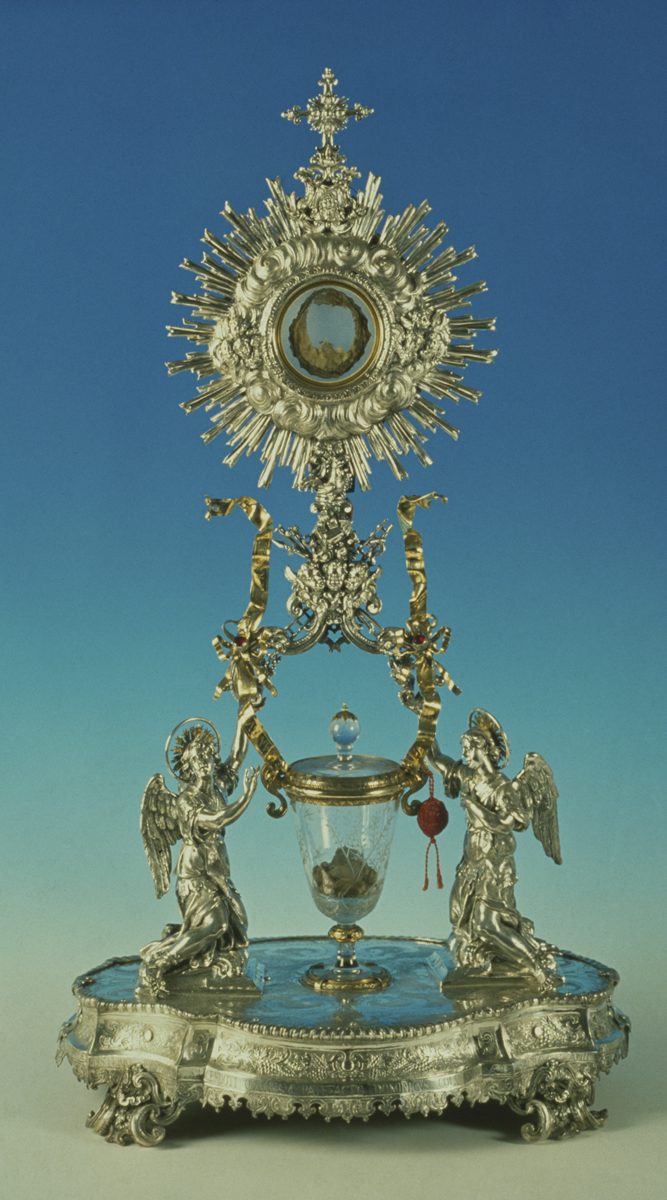
Teca contenente le reliquie.

Secondo la tradizione cattolica, il miracolo eucaristico di Lanciano è un miracolo eucaristico che è avvenuto a Lanciano nella prima metà dell'VIII secolo. Le prime documentazioni scritte della vicenda compaiono però soltanto nel XVII secolo e raccontano, senza produrre evidenze o altre fonti, di uno ieromonaco che dubitava della presenza reale di Cristo nell'Eucaristia. Secondo il racconto, mentre costui stava celebrando la messa, al momento di pronunciare le parole della consacrazione, l'ostia e il vino si sarebbero trasformati in carne e sangue; le presunte reliquie sono conservate in un'urna all'interno della chiesa di San Francesco. Questo risulta essere il primo miracolo eucaristico della la Chiesa cattolica documentato, sia pure oltre 800 anni dopo il presunto avvenimento.

## Storia

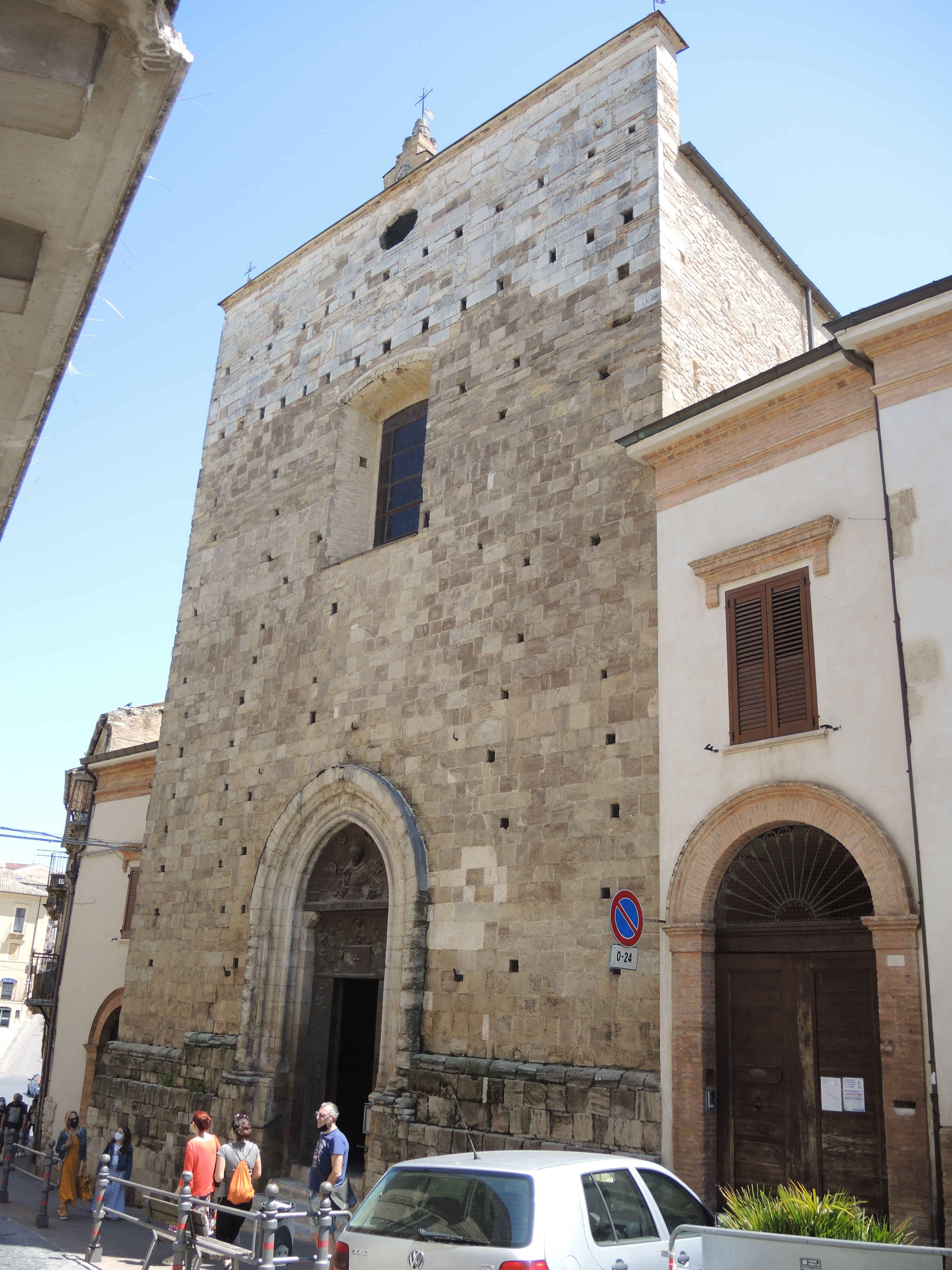
Facciata della chiesa di San Francesco

Le prime testimonianze sulla vicenda risalgono al 1574, data della visita di monsignor Gaspare Rodriguez, arcivescovo di Lanciano, ma non specificano l'anno nel quale sarebbe avvenuto il miracolo. Alcuni ritengono che determinate circostanze storiche permettano di collocarlo otto secoli prima, fra il 730 e il 750.
L'imperatore bizantino Leone III Isaurico, sul trono dal 717 al 741, attuò una ferrea politica contro le immagini religiose promulgando nel 730 un editto che ne ordinava la totale distruzione. Mosaici e affreschi furono distrutti a martellate, le icone gettate nel fuoco e diversi monaci greci vennero uccisi. Come conseguenza molti religiosi, fra cui numerosi monaci basiliani, si rifugiarono in Italia.

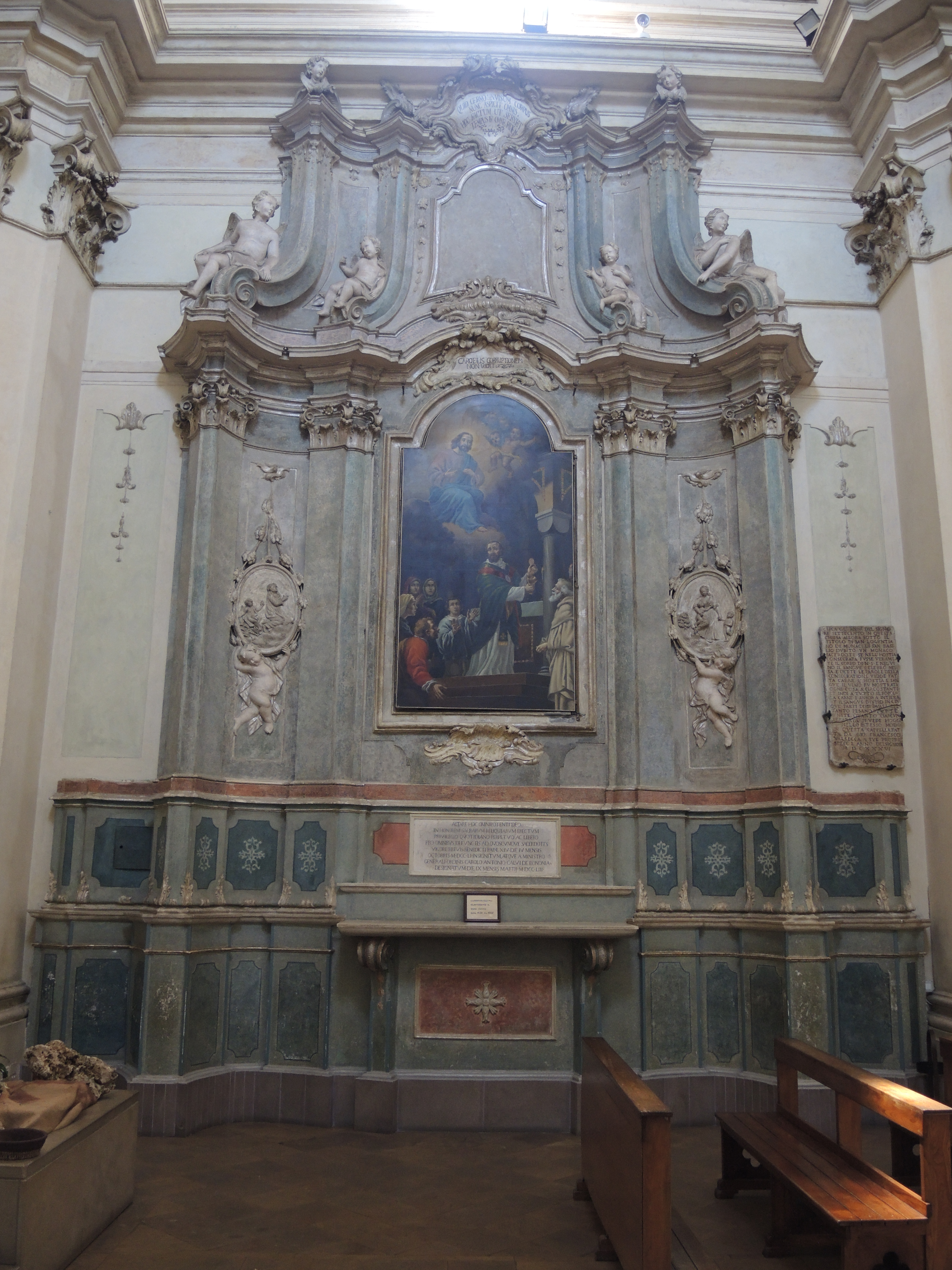
Altare laterale di destra nella chiesa, dove si conservava la teca prima della collocazione nell'altare maggiore.

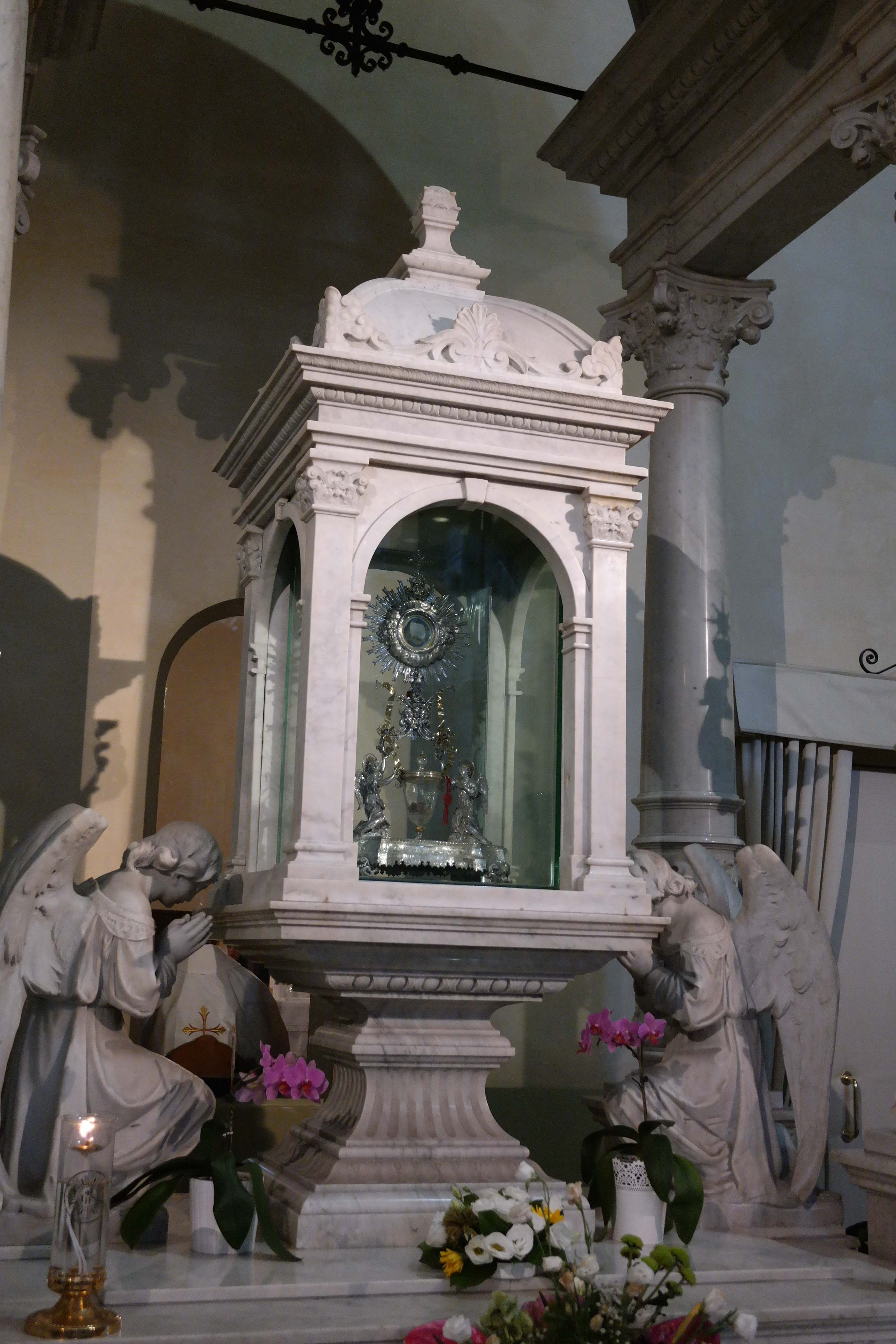
Tabernacolo con la teca, opera di Filippo Sargiacomo.

Secondo le testimonianze, mentre un monaco dell'ordine di San Basilio stava celebrando la messa nella chiesa dei santi Legonziano e Domiziano, sarebbe stato colto dal dubbio circa la reale presenza di Gesù nell'ostia e nel vino. Dopo che ebbe pronunciato le parole della consacrazione l'ostia si trasformò in un pezzo di carne sanguinante, mentre il vino si tramutò in sangue, successivamente coagulatosi in cinque grumi di diverse dimensioni. Il sacerdote diede allora notizia ai fedeli presenti in chiesa di ciò che era accaduto.
In un documento del 1631 si dice del monaco in questione che era «non ben fermo nella fede, letterato nelle scienze del mondo, ma ignorante in quelle di Dio; andava di giorno in giorno dubitando se nell'ostia consacrata vi fosse il vero Corpo di Cristo e così nel vino vi fosse il vero Sangue».
Poiché non esistono fonti contemporanee non si conosce nulla di preciso, neppure riguardo all'identità del monaco protagonista della presunta vicenda. La vicenda è narrata anche dallo storico locale Giacomo Fella, vissuto nel XVII secolo, nella sua Chronologia Urbis Anxani (manoscritto presso la Biblioteca comunale di Lanciano), il quale riferisce che le notizie storiche sul Miracolo erano conservate in un libretto in greco e latino, purtroppo trafugato ai suoi tempi da ignoti. La sua testimonianza servì per tutti gli altri scrittori di cose patrie, riferite all'argomento.
Tuttavia nelle fonti, senza che venga affermato il motivo, si legge che si doveva trattare di un religioso di rito bizantino appartenente all'ordine dei basiliani. Un'epigrafe realizzata nel 1636 descrive così l'evento:
(Iscrizione nella chiesa di San Francesco di Lanciano)
Le reliquie vennero chiuse in una teca d'argento e avorio, posta in un tabernacolo alla destra dell'altare maggiore. Nel 1566, nel timore che i turchi potessero profanarle, vennero murate in una piccola cappella. Dal 1636 le reliquie furono protette da una grata in ferro battuto chiusa a chiave.
Nel 1713 vennero realizzati l'ostensorio e il calice in cristallo di scuola napoletana, all'interno dei quali l'ostia e il sangue sono tuttora conservati. Le reliquie erano conservate in precedenza nella cappella Valsecca e venivano esposte solo in alcune ricorrenze dell'anno. Nel 1902 l'ostensorio fu posto all'interno di una struttura in marmo costruita sopra l'altare maggiore.

## Gli esami
L'ostia, costituita da una membrana di carne tondeggiante di colorito giallo-bruno-marrone, con ombreggiature di maggiore intensità, presenta un ampio foro centrale che si sarebbe formata quando la carne, seccandosi, si sarebbe ritirata lacerandosi nel mezzo, non potendosi restringere perché era stata inchiodata a una tavoletta (come testimoniato dai forellini dei chiodi, tuttora visibili). Il sangue, invece, si è coagulato in cinque grumi di colore marrone terreo, di diverse forme e dimensioni. Nel corso dei secoli le reliquie furono più volte esaminate. Durante la prima ricognizione, effettuata nel 1574 dall'arcivescovo Gaspare Rodriguez, fu constatato che il peso di ogni singolo grumo di sangue era uguale al peso complessivo dei cinque grumi. È stato osservato il significato teologico di questa singolarità: ogni goccia di vino consacrato contiene nella sua interezza la completa e indivisibile sostanza del sangue di Gesù. Il fatto, tuttavia, non si verificò nuovamente in altre ricognizioni effettuate nel 1637, 1770 e 1886.
Nel novembre del 1970, dietro richiesta dell'arcivescovo di Lanciano, monsignor Pacifico Maria Luigi Perantoni, e del superiore provinciale dell'Ordine dei Frati Minori Conventuali della regione Abruzzo, padre Bruno Luciani, i frati francescani di Lanciano, che custodivano le reliquie, decisero, con l'autorizzazione del Vaticano, di farle sottoporre ad analisi medico-scientifiche. Il compito venne affidato al dottor Odoardo Linoli, primario del laboratorio di analisi cliniche e di anatomia patologica dell'ospedale di Arezzo - ordinario di anatomia, istologia, chimica e microscopia clinica, e al dottor Ruggero Bertelli, ordinario di anatomia all'Università degli Studi di Siena. Il 4 marzo 1971 fu presentato uno studio sulle analisi eseguite, dal titolo Ricerche istologiche, immunologiche e biochimiche sulla carne e sul sangue del Miracolo Eucaristico di Lanciano, nel quale Linoli afferma, senza datare il reperto che:
1. La carne «si dimostra appartenente al miocardio».[15]
2. Il sangue «è risultato veramente tale».[15]
3. La carne e il sangue sono di natura umana e appartengono all'emogruppo AB,[15] lo stesso della Sacra sindone[16] e  del sacro sudario.[senza fonte]
4. «Nel liquido di eluizione del sangue sono state dimostrate le proteine, frazionate nei rapporti percentuali che si hanno nel quadro siero-proteico del sangue fresco normale».[15]
5. «Il sangue ha dimostrato riduzioni quantitative dei cloruri, del fosforo, del magnesio, del potassio e del cloro, ma in misura non molto dissimile rispetto ai campioni di sangue umano normale, essiccati».[15]
6. «Il calcio è risultato notevolmente aumentato [...] fatto correlato in fondata ipotesi a caduta nel calice di polvere muraria, ricca di sali di calcio».[15]

Il gruppo sanguigno AB è lo stesso della Sindone. Non sono state rilevate tracce di sale o altri tipi di conservanti.
Valori quantitativi dei minerali nell'antico sangue di Lanciano e in dieci campioni di sangue umano intero normale essiccato:
| Campioni                            | calcio mg% | cloruri mEq/l | fosforo mg% | magnesio mEq/l | potassio mEq/l | sodio mEq/l |
| ----------------------------------- | ---------- | ------------- | ----------- | -------------- | -------------- | ----------- |
| Sangue di Lanciano                  | 114,29     | 2,25          | 1,99        | 0,96           | 5,76           | 46,44       |
| sangue n° 1                         | 4,42       | 31,8          | 8,42        | 1,57           | 12,80          | 55,04       |
| sangue n° 2                         | 3,96       | 30,75         | 8,37        | 1,52           | 12,16          | 48,16       |
| sangue n° 3                         | 3,73       | 31,50         | 8,75        | 1,15           | 14,08          | 48,16       |
| sangue n° 4                         | 4,66       | 43,20         | 8,10        | 1,39           | 5,12           | 116,9       |
| sangue n° 5                         | 3,73       | 37,70         | 9,72        | 1,39           | 4,80           | 99,76       |
| sangue n° 6                         | 3,26       | 31,76         | 8,42        | 1,54           | 3,84           | 79,12       |
| sangue n° 7                         | 4,89       | 35,2          | 9,07        | 1,82           | 4,00           | 65,36       |
| sangue n° 8                         | 3,96       | 36,00         | 10,00       | 1,66           | 4,16           | 68,80       |
| sangue n° 9                         | 3,82       | 34,40         | 9,55        | 1,34           | 4,00           | 79,12       |
| sangue n° 10                        | 3,35       | 32,80         | 9,47        | 1,64           | 3,84           | 73,96       |
| Media aritmetica dei dieci campioni | 3,97       | 34,51         | 8,98        | 1,50           | 6,88           | 73,43       |
| Valori normali nel sangue intero    | 9-11       | 77-90,6       | 28-48       | 1,7-3,4        | 43             | 85          |

Il dottor Ruggero Bertelli, in una nota, confermò i risultati del professor Linoli, il quale dichiarò inoltre che il tracciato elettroforetico delle proteine del sangue di Lanciano «ha presentato aspetti sovrapponibili» ai tracciati delle proteine del siero fresco, e che le reliquie non presentano segni di imbalsamazione o tracce di sostanze conservanti. Tuttavia, Linoli non escluse la possibilità che le reliquie potessero essersi conservate per qualche fortuita ragione chimico-fisica naturale, specificando che il suo studio «conferma la possibilità che, in tessuti di antica data, possano permanere materiali organici, come le proteine».
Nel 1981 i francescani di Lanciano fecero eseguire una nuova analisi sulla carne. La relazione, stilata al termine degli esami e pubblicata nel 1982 con il titolo Studio anatomo-istologico sul "cuore" del Miracolo Eucaristico di Lanciano (VIII sec.), ribadì i risultati del 1971. La carne appare raggrinzita ma, anche idealmente distendendola, non sarebbe possibile colmare interamente lo spazio vuoto al centro dell'ostia: lo studio ritiene che lo spazio vuoto corrisponda a un ventricolo, probabilmente il sinistro, a giudicare dallo spessore del mantello miocardico. In nessuna sede sono state ritrovate tracce di sostanze conservanti.

## Controversie
Nel 2006 il professor Silvano Fuso, membro del CICAP, sottolineava la stranezza del fatto che non vi fossero fonti più antiche del 1574 per un fatto dell'VIII secolo.
Per quanto riguarda la presenza di proteine nelle mummie egizie, il professore Linoli affermò che «la conservazione di proteine e di minerali osservati nella carne e nel sangue di Lanciano non è né impossibile né eccezionale». Linoli rimarcó tuttavia che «il caso di un corpo mummificato secondo i procedimenti conosciuti è molto differente da quello di un frammento di miocardio, lasciato allo stato naturale per secoli, esposto agli agenti fisici atmosferici e biochimici»
Fuso sottolineò come "dal punto di vista scientifico è evidente che non si possono fare indagini sulla presunta trasformazione dell'ostia e del vino rispettivamente in carne e sangue. Il credere in una simile trasformazione rimane quindi un puro atto di fede".

## Museo
All'interno del convento di San Francesco è stato costruito, nel 1996, un museo dedicato al miracolo. Esso è ospitato nel refettorio e contiene documenti antichi relativi alla vicenda, i vetrini della ricognizione scientifica del 1976 del prof. O. Linoli dell'Università di Siena, dei dipinti del XVII-XVIII secolo, le pianete e i paramenti liturgici di alcuni arciprete risalenti al XVIII-XIX sec; ceramiche e vasi di epoca tardo medievale rinvenuti negli scavi archeologici del 2000 presso il complesso monastico, e infine è stato realizzato un percorso archeologico conduce alle fondamenta dell'antico convento di san Legonziano (VIII-XVI sec), con l'oratorio antico, l'aula benedettina, la cappella della Madonna sei Raccomandati col ciclo di affreschi dell'Apocalisse di San Giovanni Evangelista e il Battesimo di Cristo datato 1515.
Il percorso prosegue nell'ex cappella del Santissimo Rosario con la cisterna Romana, e le gradinate che passano sotto la piazza Plebiscito, con lo scavo archeologico che si ricollega all'auditorium Diocleziano, ossia dentro il ponte del XVI secolo che rende il peso della Cattedrale della Madonna del Ponte.
I dipinti esposti sono una scena del "Miracolo dell'ostia profanata", una Immacolata Concezione del XIX secolo, il quadro di Donato Teodoro di Chieti del Miracolo eucaristico della metà del Settecento, che si trovava presso la cappella privilegiata della chiesa di San Francesco, un quadro di San Filippo Neri e il Miracolo. Le teche espongono anche una bolla pontificia del XIII secolo, dei Messali e un antifonario del XIV secolo.

## Secondo miracolo eucaristico a Lanciano
A Lanciano nel 1273, si sarebbe verificato un secondo miracolo eucaristico: secondo quanto tramandato dalla tradizione, una donna, su invito di una fattucchiera a cui si era rivolta, gettò un'ostia consacrata nel fuoco, ma la particola si trasformò in carne, da cui sgorgò abbondante sangue.
Parte delle reliquie furono portate a Offida, dove sono ancora visibili nel santuario di Sant'Agostino; per questa ragione l'episodio è tradizionalmente ricordato come "miracolo eucaristico di Offida".
Alcuni frammenti del presunto miracolo sono tuttavia conservati nella piccola Chiesa di Santa Croce, lungo Via dei Frentani a Lanciano, nel Quartiere Lancianovecchia.